# The J. B.’s
The J. B.’s war eine US-amerikanische Musikergruppe, die in mehrfach wechselnder Zusammensetzung unter anderem James Brown, Bobby Byrd, Lyn Collins und andere Sänger, die mit der James Brown Revue verbunden waren, begleitete. Sie trat auch als Einzelgruppe auf.

## Geschichte
The J.B.’s wurde im März 1970 gegründet. Auf Platten wurde die Band auch unter wechselnden Namen wie The James Brown Soul Train, Maceo and the Macks, A.A.B.B., The First Family und The Last Word bezeichnet. Im Jahr 2015 wurden sie für die Rock and Roll Hall of Fame nominiert.
The J. B.’s' beeinflussten nachhaltig viele spätere Gruppen des Funk-Genres. In Japan etwa entstand mit Osaka Monaurail ein Ensemble, das mit seinem Namen direkten Bezug auf die Gruppe beziehungsweise deren Stück It’s the JBs’ Monaurail nimmt und mit den Mitgliedern J. B.’s (wie auch James Browns „erste Diva“ Marva Whitney) später eine enge Zusammenarbeit betrieben. Prince bezeichnete Pass the Peas (1972) als einen von 55 Songs, die ihn musikalisch inspiriert haben.

## Diskografie
Alben (Auswahl)
- 1972: Food for Thought
- 1973: Doing It to Death
- 1974: Damn Right I Am Somebody
- 1975: Hustle with Speed
- 1979: Groove Machine